# ديفيد كرواتورو
ديفيد كرواتورو هو لاعب كرة قدم روماني، ولد في 9 أغسطس 2003 في باكاو في رومانيا. لعب مع نادي بوتوشاني.

## وصلات خارجية
- ديفيد كرواتورو على موقع قاعدة بيانات كرة القدم.إي يو (الإنجليزية)
- ديفيد كرواتورو على موقع Soccerway.com (الإنجليزية)